# Katja Wienerroither
Katja Wienerroither (Salisburgo, 3 gennaio 2002) è una calciatrice austriaca, attaccante del RB Lipsia della nazionale austriaca.

## Carriera

### Club
Wienerroither ha iniziato la sua carriera da club nel 2012, tesserandosi con l'Eugendorf, giocando nelle sue formazioni giovanili fino al 2016, anno in cui viene aggregata alla prima squadra. Dal 2017 si trasferisce al Bergheim rimanendovi per due stagioni, frequentando nel frattempo, dall'estate 2019, anche l'Accademia di calcio femminile della Federcalcio austriaca (ÖFB-Frauenfußball-Akademie) a St. Pölten.
Nel gennaio 2020 si è trasferita allo Sturm Graz, dove riesce a mettersi in luce. Nel sondaggio per la stagione 2020-2021, organizzato dalla Federcalcio austriaca (ÖFB) e svolto tra gli allenatori e i tifosi dell'ÖFB Frauen Bundesliga, Wienerroither si è classificata al terzo posto dietro a Lisa Kolb e Mateja Zver.
Nel giugno 2021, poco prima di essersi diplomata al BORGL St. Pölten, il liceo federale per gli sport agonistici,, decide di cogliere l'occasione per disputare il suo primo impegno agonistico all'estero firmando un contratto biennale con le svizzere del Grasshopper di Zurigo. A disposizione del tecnico Theresa Merk, fa il suo debutto in Women's Super League, il livello di vertice del campionato svizzero di categoria, fin dalla 1ª giornata di campionato, il 25 agosto 2021, mettendosi subito in luce siglando una tripletta nella vittoria esterna per 5-0 sull'Yverdon.

### Nazionale
Wienerroither inizia ad essere convocata dalla Federcalcio austriaca nel 2018, vestendo inizialmente la maglia della formazione Under-17 in occasione della doppia amichevole del 27 e 29 luglio 2018 con le pari età della Bosnia ed Erzegovina, dove debutta nel primo dei due incontri vinto dalle austriache per 3-0. In seguito il tecnico federale Markus Hackel continua a concederle fiducia, inserendola nella rosa delle calciatrici che disputano le qualificazioni all'Europeo di Bulgaria 2019, dove viene impiegata in tutti i sei incontri delle due fasi, condividendo con le compagne il precorso che vede l'Austria superare al primo posto il gruppo 7 nella prima fase, con Wienerroither che sigla nella partita d'esordio nel torneo una delle reti nella vittoria per 7-0 con l'Estonia, così come nel gruppo 7 nella fase élite, andando ancora a segno con Galles e Belgio, e ottenendo l'accesso alla fase finale a cinque anni dalla storica qualificazione a Inghilterra 2014. Rimasta in rosa anche in Bulgaria, Wienerroither gioca tutti i tre incontri del gruppo B, con l'Austria che perdendo tutte le partite chiude il girone all'ultimo posto venendo così eliminata già alla fase a gironi. L'ultimo incontro dell'11 maggio 2019, quello perso 3-0 con la Germania, è anche il suo ultimo in U-17.
Quello stesso anno è convocata per la prima volta in Under-19, chiamata in occasione della doppia amichevole del 12 e 14 giugno con la Finlandia, entrambe perse, per poi essere inserita dal tecnico Michael Steiner nella rosa delle calciatrici impegnate nelle qualificazioni all'Europeo di Georgia 2020. Wienerroither scende in campo in tutti i tre incontri del gruppo 6, siglando la doppietta con cui la sua nazionale batte Israele nel primo e sigla una delle reti della vittoria per 6-0 con la Lettonia, perdendo di misura con la Svizzera ma assicurandosi comunque il passaggio al turno successivo. Tuttavia a causa della Pandemia di COVID-19 la federazione europea decise di annullare il torneo prima dell'inizio della fase élite.
Un anno più tardi arriva anche la convocazione nella nazionale maggiore, chiamata dal commissario tecnico Dominik Thalhammer, dove fa il suo esordio nella prima della doppia amichevole con la Svizzera del 6 e 10 marzo, pareggiata 1-1, subentrando a Verena Aschauer all'83'. Dopo averla testata in altre due amichevoli, Thalhammer decide di inserirla in rosa con la squadra che disputa le qualificazioni, del gruppo D della zona UEFA, al Mondiale di Australia e Nuova Zelanda 2023, dove segna i suoi primi due gol senior il 17 settembre 2021, nella vittoria esterna per 8-1 con la Lettonia.